# Innafushi (Alif Dhaal)
Pour les articles homonymes, voir Innafushi.
Innafushi est une petite île inhabitée des Maldives.

## Géographie
Innafushi est située dans le centre des Maldives, à l'Ouest de l'atoll Ari, dans la subdivision de Alif Dhaal.